# جيريمي كلارك (شاعر)
جيريمي كلارك (بالإنجليزية: Jeremy Clarke)‏ هو شاعر بريطاني، ولد في 5 فبراير 1962 في هيتشن في المملكة المتحدة.